# Sergio Storel
Sergio  Storel, né le 14 juin 1926 à  Domegge di Cadore en Vénétie et mort le 1er janvier 2017 à Paris,, est un peintre, poète et sculpteur italien.

## Biographie
Son père, Giuseppe était technicien spécialisé en mécanique d’avion de chasse. Il a fait partie de l’équipe de Francesco Baracca, pilote et héros de la Première Guerre (l'emblème de Ferrari est d'ailleurs inspiré du célèbre cheval cabré dessiné sur le fuselage de l’avion de  Francesco Baracca). La famille de sa mère était connue dans le milieu artistique. Elle lui a fait partager  sa passion de la musique et de la nature. Mais ce sont surtout ses grands-parents maternels qui l'incitèrent à s'engager dans une vocation artistique.
Jusqu'à l'âge de cinq ans, Sergio Storel vit à Zurich, où naît sa sœur Anna en 1930. La famille s'installe ensuite en Italie pour résider à Trévise, Mestre puis Villorba. En 1935 naît sa seconde sœur Raffaella puis son frère Alessio en 1940. Sergio Storel  a été un “Ballila”, une expérience traumatisante pour lui.
Il retourne à Zurich pour suivre une formation dispensée par une académie privée de dessin de 1946 à 1947.
Son nom d'artiste date de cette époque. Sergio Storel explique l'origine de cette appellation. “ Me voyant peindre en pleine nature par tous les temps, avec une chaise en guise de chevalet, les gens et mes proches me donnèrent des surnoms “Stornello”, “Storello” pour rappeler un oiseau un peu étrange décrivant des arabesques dans le ciel, un “stornel” en dialecte vénitien. Spontanément, j’ai signé “STOREL” par défi à leur moquerie”.
En poésie, il est sélectionné et publié en 1952 et 1953 au Concours National de Poésie “Cittadella”. Il a  remporté à Milan un prix pour ses dessins illustrant l’œuvre de Garcia Lorca.
De 1954 à 1956, il expose ses peintures à Trévise. Cette exposition lui permet de présenter ses premières sculptures en fer et en ciment. Il s'installe à Paris en 1958 et crée ses premiers masques et grands Torses en métal. Il rencontre Jeanne et André Matossian qui seront des amis et des collectionneurs fidèles
La galerie Knoedler, de 1961 à 1972, présente les œuvres de  Storel  avec celles de Braque, Chagall, Picasso, Poliakoff et Soulages.
Son thème de Nucleus (abstraction géométrique) est développé à partir de 1972-1978.
En 1991, il expose ses peintures et ses sculptures à la Galleria d'arte de Bergame. L'exposition « L'art est mon oxygène » au musée d'Art moderne d'Ostende (hommage à Jeanne Matossian) est présentée en 1999.
Il crée la Fondation  Jeanne Matossian en 2002 et le musée d'Ostende inaugure un espace consacré à sa collection.
En 2006 et 2007, une rétrospective Storel est organisée au Museum Constant Permeke, à Jabbeke en Belgique.
En 2011, le musée des Beaux Arts de Chartres présente ses œuvres.

## Un thème artistique central: la représentation du torse masculin
Chez Storel, le torse en voit de toutes les formes (hiératique, puissant, longiligne, ou tranchant avec des arêtes coupantes).
Le torse « a toujours été un grand mât de mon art sculptural. Il est devenu un sujet central comme un mythe, comme un tronc d'arbre dans le destin. Je lui ai dédié plusieurs moments. » a précisé Sergio Storel.
Storel a créé plus de 140 sculptures autour du torse, dans des styles variés (de la figuration à l'abstraction), à des époques différentes, avec plusieurs matériaux (fer forgé, martelé ou nickelé ; en acier Corten, en cuivre, en aluminium).
Des dessins au fusain, au pastel ou à l'encre de Chine réalisés avec la main gauche (l'artiste est ambidextre) complètent cette production sculpturale. Hachures, aplats, couleurs adjacentes contrastées donnent forme aux masses des volumes, aux lignes de force et à la matérialité des surfaces. Le blanc souligne le motif au même titre que le vide en sculpture révèle le plein. Ces dessins créés ne doivent pas être envisagés comme des croquis pour l'élaboration d'une sculpture précise. Ils sont plutôt un stock  d'idées et de formes qui pourront contribuer à la création d'une sculpture.
Cette obsession du torse dans la production artistique est loin d'être unique : du Torse du Belvédère de Rome, aux corps puissants de Rodin ou les œuvres antiques dans les  musées d'archéologie. 	
L'artiste associe souvent le torse au tronc d'un arbre car comme le végétal il possède les forces vitales, il monopolise les énergies et les déploie pour investir l'espace.
La gamme étendue de ses sculptures permet de traduire la variété des émotions humaines. Ses torses au style figuratif dont les formes ont été créées au feu du chalumeau soulignent leur force et leur puissance.
La violence peut être suggérée par la vision des soudures ou d'une surface bosselée signalant les blessures  ou les cicatrices existentielles. « J'ai réalisé des Torses dont la surface du dos, forgée, martelée, soudée, met en relief l'expression humaine." 
Le  torse est aussi envisagé comme le symbole du poids de l'existence que l'on porte sur les épaules, "un arbre fouetté par le sort, accablé par le temps qui opprime le dos et l'âme. »
Ce torse, seul, sans tête, sans jambe, reflète aussi un sentiment de solitude, un retour sur soi ou la difficulté de communiquer avec l'autre.

Si ses torses arborent puissance et virilité, ils peuvent aussi déployer plus de douceur obtenue par des surfaces lisses comme les Torses-Surface où une suggestion de volume qui remplace la masse invite l'observateur à recomposer mentalement. Dans ces œuvres minimalistes, le torse semble être juste une peau de métal souvent en aluminium. « La surface modelée peut suffire à donner la sensation du volume . L'expression est donnée par la lumière qui effleure comme une caresse le modelage de la matière. »
L'époque des Nucleus dans les années 70 est une période charnière dans son parcours artistique. Elle est l'opportunité d'une réflexion sur la structure, la construction physique et mentale de l’œuvre. Ces créations abstraites sont issues de l'idée que « la nature nous montre la progression vers l'extérieur de forces issues d'un noyau interne. » Ses sculptures représentent alors des formes concentriques, prises dans un mouvement circulaire.
Progressivement, les Torses deviennent des motifs de plus en plus architecturés comme le "Portiere" en fer nickelé de 1971 ou l'"Homme Nucleus" créé en 1977.
La sculpture "Bi-face, forme et couleur" créée en 2002 résume en une œuvre les caractéristiques artistiques : la puissance d'une figure qui s'impose à partir de  différentes parties assemblées ou soudées. L’œuvre dégage une verticalité rompue par une diagonale, revisitant le contrapposto de la statuaire antique.
Ces sculptures incarnent l'immobilisme en marche.